# Grosses Wasser
Grosses Wasser est une rivière dans le canton du Valais, en Suisse et un affluent de la Doveria, donc un sous-affluent du Pô, par le Toce et le Tessin. 

## Géographie
La rivière prend sa source à environ 5 kilomètres au-dessus du village de Zwischbergen, dans le Haut Valais, près de la frontière italienne. Près de 2 kilomètres en aval de sa source, la rivière créée un tout petit lac, d’où elle s’écoule près du village de Zwischenbergen. En aval, elle crée un lac plus important. Aux environs de Gondo, là où la route de Zwischenberg rejoint la route du Simplon, la rivière conflue avec la Doveria. Cette dernière prend alors le nom de Torrente Diveria  dès son passage sur territoire  Italien.